# La Nuit des vampires (film)
Pour les articles homonymes, voir La Nuit des vampires (homonymie).
Pour plus de détails, voir Fiche technique et Distribution.
La Nuit des vampires (Nattens engel) est un film de vampires danois réalisé par Shaky González (da), sorti en 1998.

## Synopsis
Rebecca, (Maria Stokholm (da)), une jeune femme hérite de sa grand-mère un somptueux manoir, elle s'y rend accompagnée de son petit ami et de Charlotte (Mette Louise Holland (da)), une amie. Une fois dans les lieux, elle évoque ses origines, et tandis que le petit groupe visite les lieux le film se déroule en flash-back successif où l'on apprend que les lieux ont été habités par un redoutable vampire qui a finalement été vaincu. Rebecca découvre un parchemin contenant une incantation susceptible de ressusciter le vampire.

## Fiche technique
- Réalisation : Shaky González (da)
- Scénario : Lars Detlefsen et Shaky González (da)
- Production : Henrik Danstrup et Thomas Stegler
- Musique : Søren Hyldgaard (en) (interprété par l'Orchestre symphonique de la ville de Prague)
- Photographie : Jacob Kusk
- Budget : 700.000 $
- Pays d'origine :  Danemark
- Dates de sortie :  4 décembre 1998

## Distribution
- Maria Stokholm (da) (crédité sous le nom de Maria Karlsen) : Rebecca
- Mette Louise Holland (da) : Charlotte
- Tomas Villum Jensen (da) : Mads
- Karin Rørbeck : Marie
- Lise-Lotte Norup (da) : Leilah
- Nikolaj Coster-Waldau : Frankie
- Mads Mikkelsen : Ronnie

## Distinctions
- Fantafestival 2000 : Grand Prize of European Fantasy Film in Silver : Shaky González